# Boris 3. af Bulgarien
Tsar Boris 3. af Bulgarien (bulgarsk: Борис III Цар на Българите) (30. januar 1894 – 28. august 1943) var tsar af Bulgarien fra 1918 til 1943.